# Campeonato Maranhense de Futebol de 2004
O Campeonato Maranhense de Futebol de 2004 foi a 83º edição da divisão principal do campeonato estadual do Maranhão. O campeão foi o Moto Club que conquistou seu 22º título na história da competição. O artilheiro do campeonato foi Hilderlando, jogador do Santa Inês, com 15 gols marcados.

## Premiação
| Campeonato Maranhense de 2004  |
| ------------------------------ |
| Moto Club Campeão (22º título) |